# Capucin nonnette
Spermestes cucullata
Espèce
Répartition géographique
Statut de conservation UICN

 LC  : Préoccupation mineure

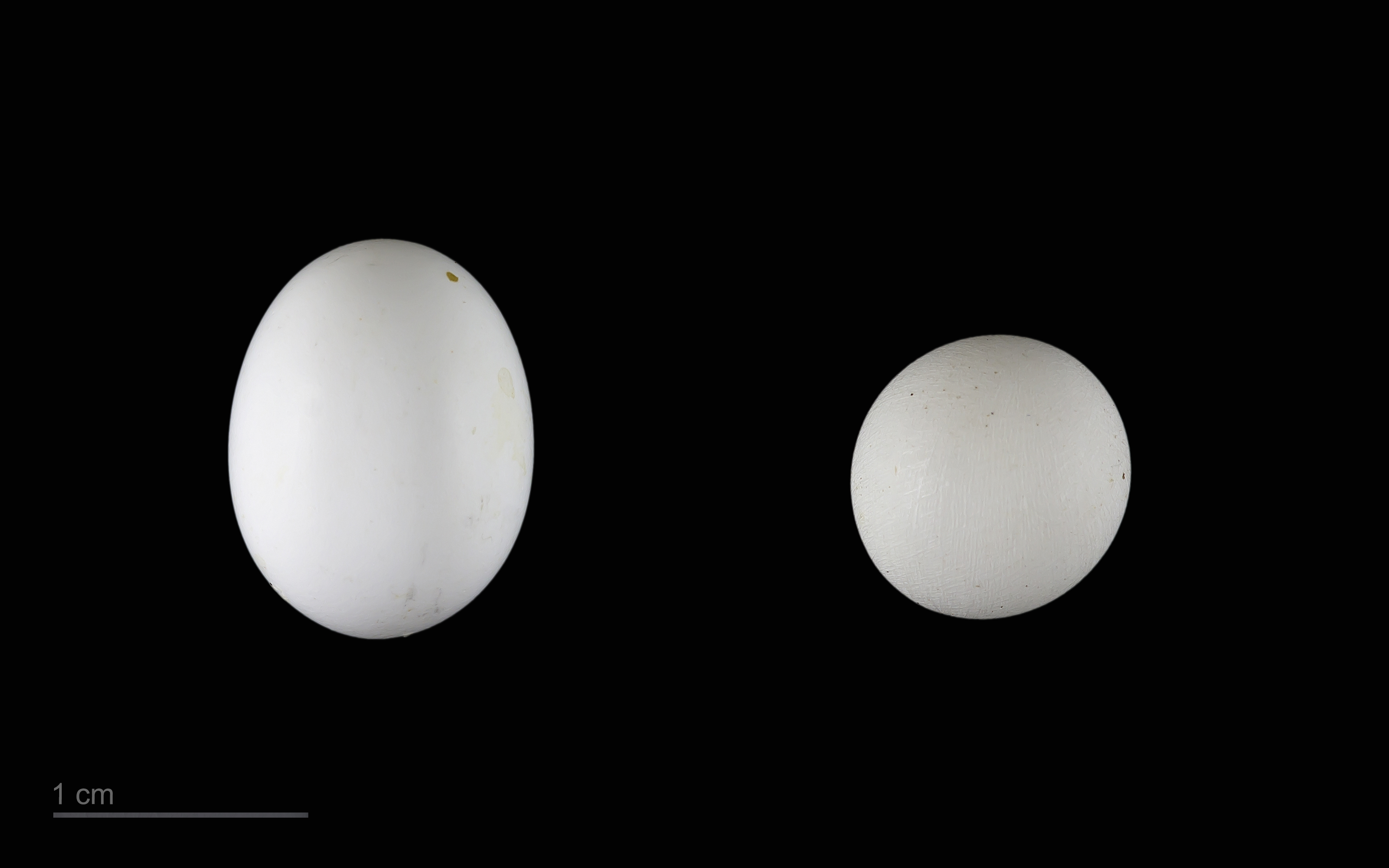
Œuf de Vidua macroura dans une couvée de Lonchura cucullata - Muséum de Toulouse

Le Capucin nonnette (Spermestes cucullata) (ex Lonchura cucullata) est une espèce de passereau appartenant à la famille des Estrildidae. Il est parfois appelé Spermète à capuchon ou Nonnette ordinaire.

## Description et éléments associés

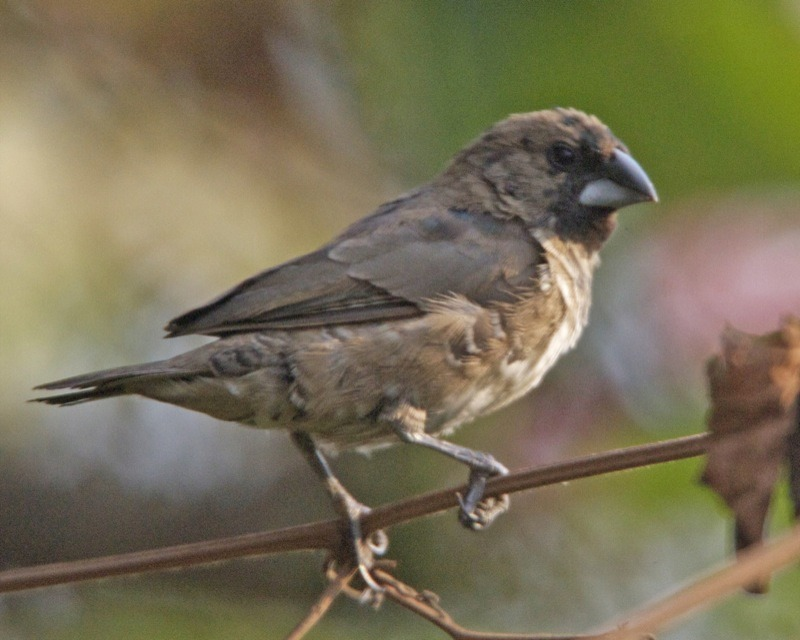
juvénile

C’est un tout petit oiseau d’une dizaine de centimètres de long et d'environ 10 grammes,. Chez l’adulte, le front, la nuque, la face, les côtés du cou et le menton sont noirs à noir brunâtre,,,. La couleur noire s'étend jusqu'au milieu de la poitrine, formant une sorte de bavette. Le dos est couleur bronze, les sous-caudales et le croupion barrés ainsi que le bec bicolore noir et gris-bleu. Il n'y a pas vraiment de dimorphisme sexuel. Les juvéniles sont brun terne uni à bec foncé, et ils se trouvent presque toujours en compagnie des adultes. Ces oiseaux émettent des vocalisations rapides, bourdonnantes et grinçantes en djip ou chip ou chikk, parfois répétées sous la forme d’un gazouillis rapide,.

## Répartition
L’aire du capucin nonnette englobe une grande partie de l'Afrique subsaharienne, rapidement à la suite du désert : jusqu’environ à la moitié du Burkina-Faso, et jusqu’en Centrafrique,,. Cette espèce est grégaire et apprécie une large gamme d’environnements ouverts à semi-ouverts, surtout à proximité de forêts. Elle vit volontiers à proximité des installations humaines, et se rapproche des zones que l'Homme défriche. C'est pour cela qu'elle est relativement courante dans les friches, les zones cultivées et les pâturages entretenus. Elle peuple également Zanzibar (dont Mafia et Pemba), les Comores et quelques îles du Golfe de Guinée ainsi que le Sénégal. On la retrouve aussi dans quelques zones d'Amérique du Nord et à Singapour.

## Statut de conservation
En 2021 l'UICN considère l'espèce comme de préoccupation mineure (LC).

## Liste des références citées
1. ↑  (en) « Capucin nonnette (scutata) Spermestes cucullata scutata (scutata) (= Spermestes cucullata scutata) von Heuglin, 1863 », sur avibase.bsc-eoc.org (consulté le 2021).
2. 1 2 3 4 5  Nik Borrow et Ron Demey, Oiseaux d'Afrique de l'Ouest, 2015
3. 1 2 3 4 5 6  « Capucin nonnette Spermestes cucullata - Bronze Mannikin », sur oiseaux.net (consulté le 2021).
4. 1 2 3 4  « Capucin nonnette Spermestes cucullata », sur ebird.org (consulté le 2021).
5. ↑  Georges Bouet, Oiseaux d'Afrique tropicale, 1955
6. ↑  BirdLife International (BirdLife International), « IUCN Red List of Threatened Species: Spermestes cucullata », IUCN Red List of Threatened Species,‎ 1er octobre 2016 (DOI 10.2305/iucn.uk.2016-3.rlts.t22719782a94643856.en, lire en ligne, consulté le 26 octobre 2021)